# سافیلد (کنتیکت)
سافیلد (به انگلیسی: Suffield) یک منطقهٔ مسکونی در ایالات متحده آمریکا است که در کنتیکت واقع شده‌است. سافیلد ۱۱۱٫۲ کیلومتر مربع مساحت و ۱۵٬۷۳۵ نفر جمعیت دارد و ۶۰ متر بالاتر از سطح دریا واقع شده‌است.